# Імперський лицар

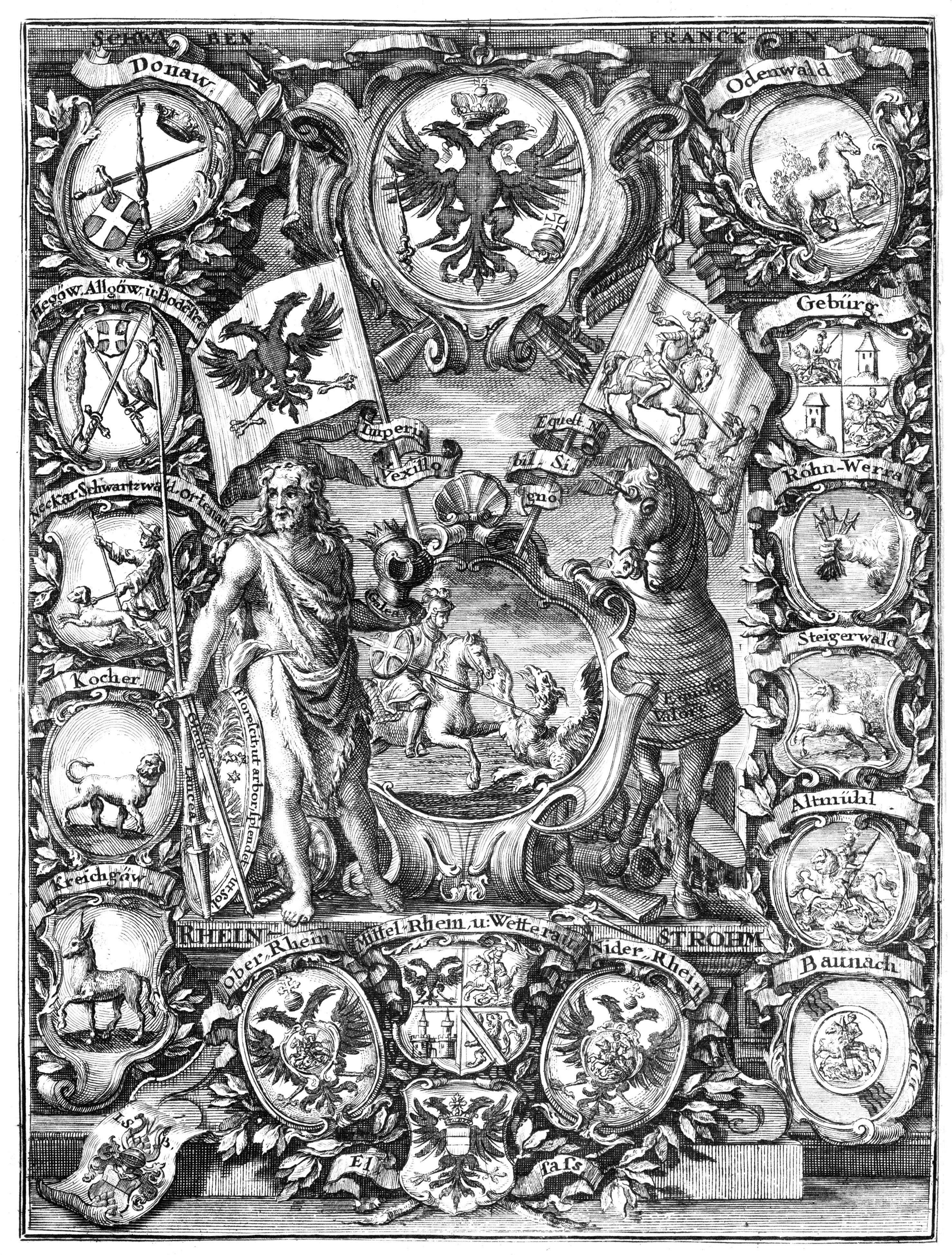
На цій гравюрі 1721 року Йоганна Стефана Бургермейстера представлені 15 лицарських кантонів (Ritterorten)

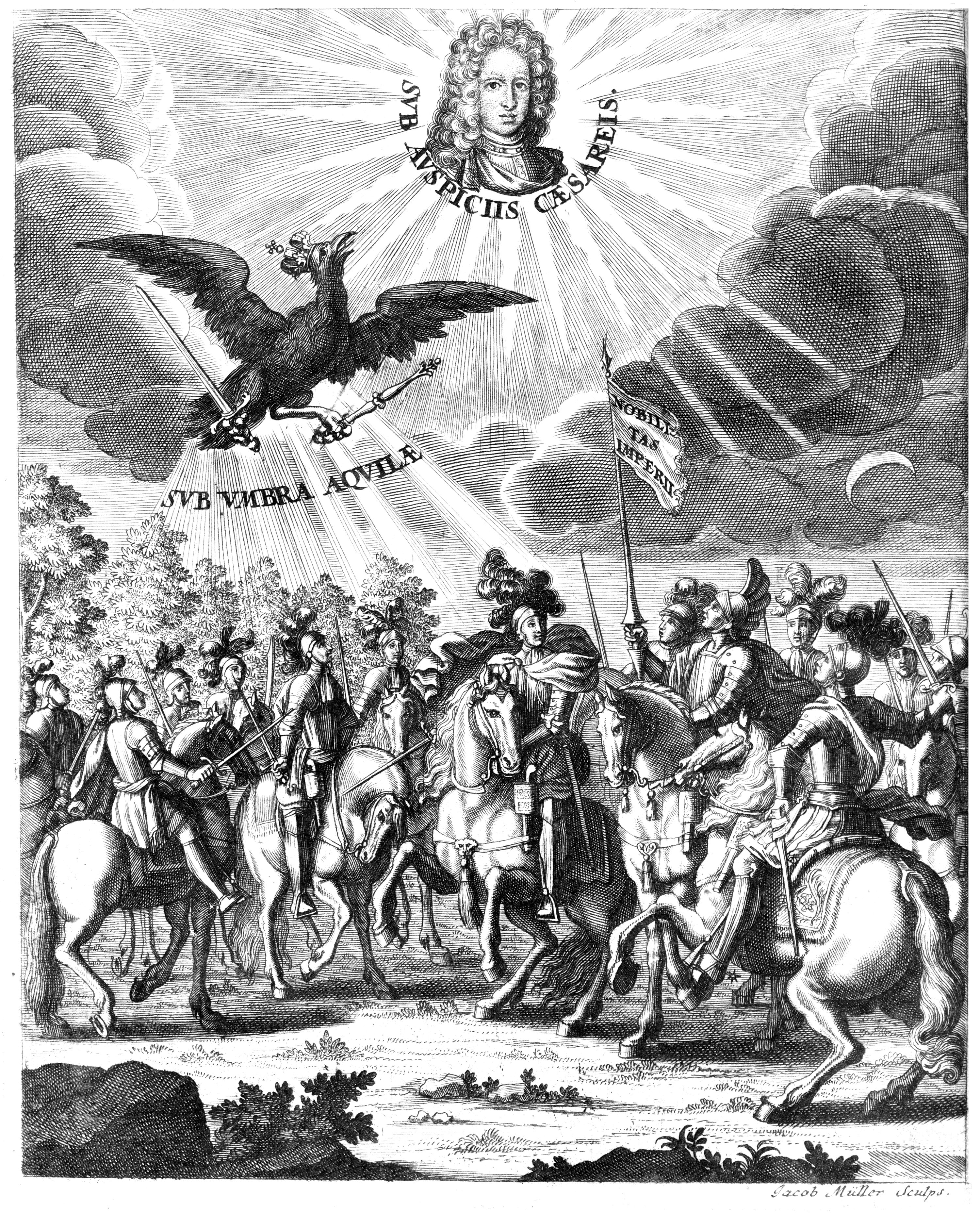
Гравюра із зображенням імператорських лицарів, 1710 рік

Вільні імперські лицарі (нім. Reichsritter; лат. Eques imperii) — вільні шляхтичі Священної Римської імперії, прямим оверлордом яких був імператор. Вони були залишками середньовічного вільного шляхетства (edelfrei) і міністеріалів. Те, що відрізняло їх від інших лицарів, які були васалами вищого сеньйора, полягало в тому, що вони отримали підпорядкування безпосередньо імператора, і як такі були рівними в більшості аспектів іншим особам або організаціям, таким як світські та церковні правителі територій Імперії (маркграфи, герцоги, князі, графи, архієпископи, єпископи, абати тощо) та вільні імперські міста, які також користувалися імперською безпосередністю. Однак, на відміну від усіх цих, імперські лицарі не мали статусу імперського стану (Stände), і тому не були представлені, індивідуально чи колективно, в Імперському рейхстазі. Вони, як правило, визначали свої обов'язки перед Імперією в термінах феодалізованих зобов'язань перед Імператором, включаючи особисту службу та суворо добровільні грошові пожертви, сплачені самому Імператору.
Щоб захистити свої права та уникнути васалітету щодо могутнішої знаті, наприкінці XV століття вони об'єдналися в три союзи (Partheien) та 1577 року в єдиний орган та боролися за визнання. Цей статус, пов'язаний лише з самим імператором, а не через більш могутнього вельможу, означав, що імперські лицарі були «безпосередніми підданими» (їхня вірність не була посередником іншого лорда). Таким чином, імперські лицарі здійснювали обмежену форму суверенітету на своїх територіях.
Імперське лицарство було регіональним явищем, яке обмежувалося південно-західною та південно-центральною Німеччиною — Швабією, Франконією та Середнім Рейном — зонами, які були сильно роздробленими політично і де не могли розвиватися жодні могутні держави. У північній і північно-східній Німеччині, а також у Баварії та Австрійському ерцгерцогстві місцеві шляхтичі, зіткнувшись із більшими державами та сильнішими правителями, були нездатні розвинути та зберегти свою незалежність. Вони формували територіальне шляхетство.
Актуальний статус імперських лицарів було визнано за Вестфальським миром. Вони ніколи не отримували доступу до імперського сейму, парламенту лордів, і не вважалися гочаделем, вищим шляхетством, що належить до нижчої шляхти.

## Історія

### Витоки
Вільні імперські лицарі виникли в XIV столітті шляхом злиття залишків старих вільних лордів (Edelfrei) і сильніших елементів невільних міністеріалів, які здобули шляхетний статус.
Близько 1300 року маноріальне господарство зазнало скорочення через коливання цін на сільськогосподарські продукти харчування. Міністеріали, які мали сильніші економічні позиції, могли краще пережити послаблення своєї основи як землевласників. Переважна більшість нудилася в злиднях, вдаючись до продажу землі церкві або до грабунку.
Меншість міністеріалів, достатньо багатих, щоб витримати кризу, незабаром стала ототожнюватися із залишками вільного шляхетства, і, таким чином, розглядалася як один шляхетний орден. До 1422 року деякі з цих шляхтичів отримали юрисдикційну автономію під керівництвом імператора («безпосередність»), і народилася корпорація вільних імперських лицарів. Інші міністеріали, які не встигли отримати статус безпосередніх васалів імператора, поступово трансформувалися в титуловану шляхту вільного статусу: фрайгери (барони). До 1577 року імперські лицарі досягли статусу шляхетської корпоративної організації в імперії: corpus equestre.
У Вестфальському мирі були підтверджені привілеї імператорських лицарів. Лицарі сплачували власні податки (добровільні) імператору, володіли обмеженим суверенітетом (права законодавства, оподаткування, цивільної юрисдикції, поліції, монети, тарифів, полювання; певні форми правосуддя) і ius reformandi (право засновувати офіційна християнська конфесія на своїх територіях). Лицарські сім'ї мали право на домашнє законодавство за умови схвалення імператора, а тому могли контролювати такі речі, як шлюби членів і встановлювати умови успадкування сімейного майна. Однак імперські лицарі не мали доступу до імперського сейму.
Стосовно прав вільних імперських лицарів Йозеф Фрідріх фон Ледершайм писав у 1715 році (De jure et privilegiis nobilium liberorum et immediatorum, Von des H. Röm. Reichs Freyen unmittelbahren Ritterschafft Discursus): Розділ XII: «…вони мають право лісокористування (ius forestae)… право полювання (ius venandi); право заснування архіву (ius archivi, право суверенітету); здатність видавати закони (facultatem leges atque statuas condendi); відправляти послів (ius mittendi legatos) не лише до імператора, але й до інших королів і князів, а також до осіб будь-якого статусу; право укладати пакти (ius constituendi foederae), вести війну (bellum movendi), будувати укріплення і мурувати фортеці (fortalitia extruendi et arces muniendi); без потреби дозволу вони можуть скликати і проводити асамблеї… не визнають ніякого суду, окрім імператорського, хоча б і не мали ніяких феодів імператора; привілей проти зведення нових феодів, право на арбітраж (ius Austregarum) не менше, ніж інші стани імперії, навіть якщо вони мають певні посередницькі феоди від іншого князя».
Розділ XV: «вони користуються свободою віросповідання (pace religionis fruuntur) і, отже, засновувати протестантську релігію в церквах і школах не тільки на їхніх власних спадкових територіях, але також і на тих володіннях, які належать іншій державі… вони можуть коли завгодно скасувати та запровадити будь-яку релігію (католицьку чи протестантську), якщо вони займають посаду фогта над володіннями».
Усі питання, пов'язані з правовим статусом імперських лицарів як безпосередніх васалів імператора (закони про будинки, борги тощо), вирішувалися Імперською авлічною радою.

### Організація

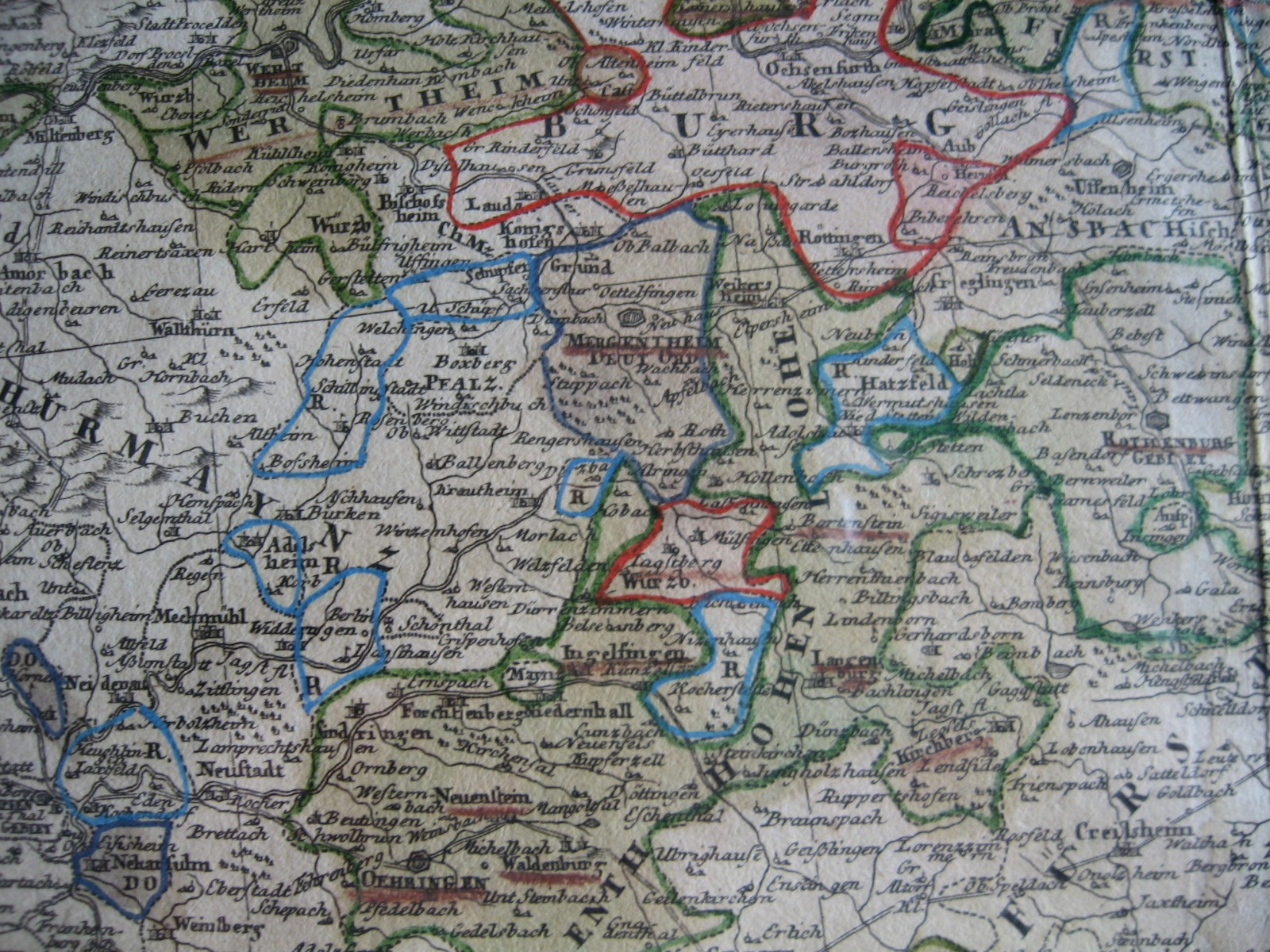
Маєтки імперських лицарів (Майнц)

Не маючи доступу до імперського сейму, у 1650 р. лицарі організувалися у три округи (Ritterkreise): Франконський, Швабський та Рейнський. Округи, у свою чергу, поділялися на кантони (Ritterkantone), кожен з яких користувався високим ступенем автономії. Кожен кантон мав дирекцію (Direktorium), очолювану директором (Ritterhauptmann), який обирався довічно, і раду (Ritterräte), члени якої обиралися на визначений термін. Директор і радники самі були лицарями, але повсякденну діяльність Директоріуму здійснювали юристи (Konsulenten) і комітети (Ausschüsse), укомплектовані недворянами.
Лицарями як групою керувала Генеральна дирекція (Generaldirektorium). Це реалізувало jus retractus, право викупити будь-яку землю, продану нелицарю, за початкову ціну протягом трьох років, і jus collectandi, право збирати податки на утримання лицарського ордену, навіть з маєтків, які було продано не лицарям. Лицарі також мали право безпосередньо оподатковувати своїх підданих, а також володіли феодальними правами на панщину та банум. Репутація лицарів через високі податки (знеславлений Rittersteuer) і високі судові штрафи робила їх анахронізмом в очах імперських реформаторів.
З 1577 року імперські лицарі збиралися на конгрес під назвою Generalkorrespondenztag («Загальний заочний сейм»), але гуртки та особливо кантони набули дещо більшого значення, оскільки їхня близькість означала, що їхні інтереси були більш тісними. Деякі безпосередні імперські володіння, однак, випадали за межі структури кіл та їхніх кантонів. Прикладом є автономне баронство (Freiherrschaft) Гальденштайн (у сучасній Швейцарії).
До кінця XVIII століття організація округів була такою:
Франконський округ (шість кантонів)

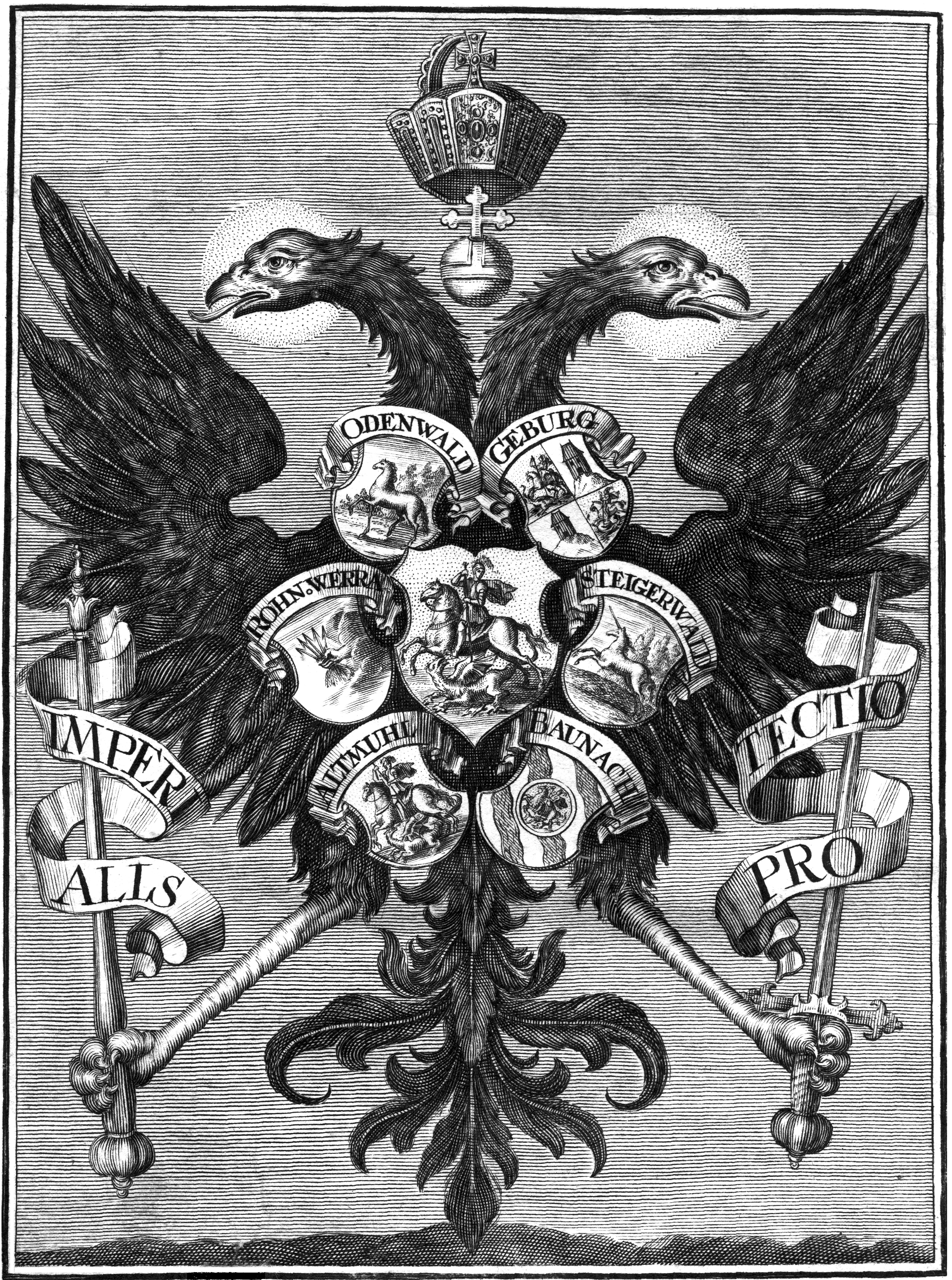
Франконський округ з Des heiligen Römischen Reichs ohnmittelbahr — Freyer Ritterschafft Der Sechs Ort in Francken, 1720

- Оденвальд (місце розташування: Кохендорф біля Гайльбронна)
- Штайгервальд (місце: Ерланген)
- Альтмюль (місце: Вільгермсдорф біля Емскірхена)
- Баунах (місце розташування: Нюрнберг)
- Rhön-Werra (місцезнаходження: Швайнфурт)
- Gebürg (місце: Бамберг)

Швабське коло (п'ять кантонів)
- Дунай (місце: Егінген)
- Хегау-Альгау-Бодензее (місце: Радольфцелль)
- Кохер (місце: Есслінген)
- Крайхгау (місце: Гайльбронн)
- Неккар-Шварцвальд (місце: Тюбінген)

(Примітка: напівавтономний округ Ортенау був пов'язаний з кантоном Неккар-Шварцвальд. Район Ортенау служив головним організаційним зв'язком з імперією для ельзаського найближчого шляхетства, яке було поглинене возз'єднанням Франції в XVIII столітті.)
Рейнський округ (три кантони)
- Верхній Рейн (місце: Майнц)
- Середній Рейн (місце: Фрідберг)
- Нижній Рейн (місце розташування: Кобленц)

### Безпосередній і посередній статус
Статус «безпосереднього» та «посереднього» підданого Імперії (reichsunmittelbar, reichsmittelbar) визначав статус «безпосереднього» та «посереднього» суб'єкта імперії, чи ні. Ця відмінність не обмежувалася знатними підданими імператора; наприклад, ряд високопосадовців в імперських дворах і канцелярії були безпосередніми, незалежно від того, знатні чи ні.
Виникаючи через феодальний зв'язок між володінням землею та юрисдикцією, статус безпосереднього підданого ще більше відрізнявся від статусу держави в Імперії. Було багато безпосередніх територій, які не були державами Імперії, і могли бути держави, які не були безпосередніми. Приклади крихітних безпосередніх територій включають села (Гоксгайм і Зеннфельд поблизу Швайнфурта) і деякі ферми у Верхній Швабії. Статус безпосереднього підданого імператора міг мати інституція: родина Турн унд Таксіс займала імператорський пост як безпосереднє володіння від імператора.
Посередні юридичні особи були суб'єктами, розташованими під проміжною юрисдикцією між цією юридичною особою та імператором.

### Роль в імперії
Імператорські лицарі дуже часто викликалися на війну імператором, і тому вони здобули значний вплив у збройних силах та адміністрації Імперії, а також на могутнішу знать. Кожен кантон мав свого ріттергауптмана або капітана і вів детальні записи дворянських сімей і власності. Імперські лицарі були звільнені від імперських податків і не повинні були розквартирувати війська.
Після протестантської Реформації більшість імперських лицарів залишилися католиками, а їхні сім'ї становили значну частину знатних католиків у більшій частині Імперії за межами Австрії та Баварії. Зрештою це призвело до того, що імперські лицарі мали значний вплив на обрання кількох принців-єпископів і принців-архієпископів, що дало їм певний вплив на імперський сейм і колегію принців.

### Занепад
З часом титул імперського лицаря став шляхетським титулом, а не професією. Багато імперських лицарів навіть у XVI столітті більше відомі своєю науковою, мистецькою чи дипломатичною діяльністю, ніж своїми військовими досягненнями. Під час розпаду Священної Римської імперії в 1803 році маєтки лицарів, які зазвичай були анклавами, були захоплені великими територіальними державами, такими як Баварія та Вюртемберг, у так званому Rittersturm. У 1806 році Договір Рейнської конфедерації надав великим державам односторонні повноваження, і володіння імперських лицарів, до того часу повністю незалежні під керівництвом імператора, формально стали частиною територій вищих правителів, територією яких вони були оточені. Вони, здебільшого, прийняли титул фрайгера і підкорилися своїм новим володарям.

### Чисельність і членство

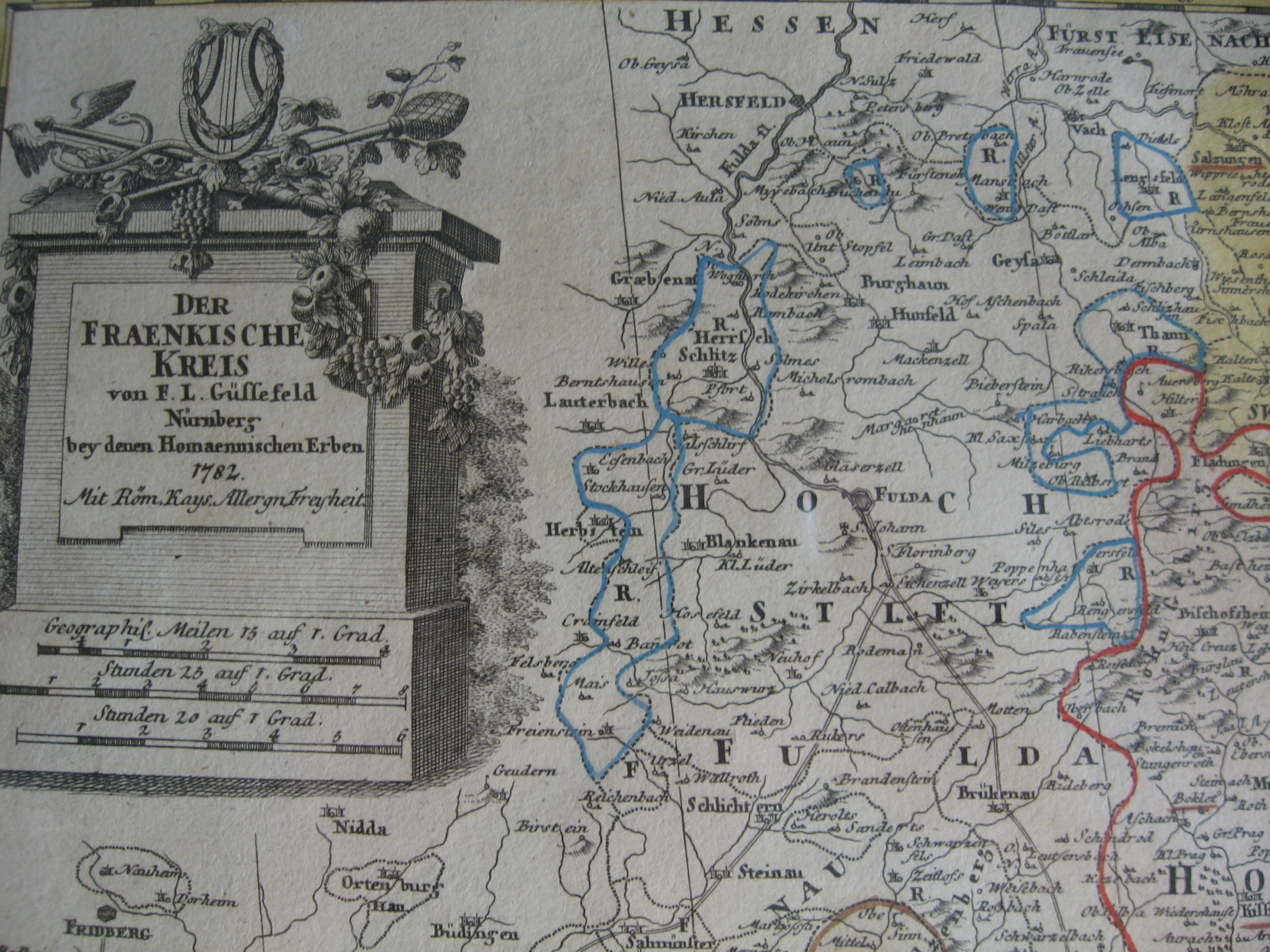
Маєтки імперських лицарів (Фульда)

Важко визначити точну кількість вільних імперських лицарів. Часто стверджується, що в усіх трьох округах було 350 лицарських родин, які володіли приблизно 1500 маєтками (близько 200 німецьких квадратних миль або близько 4400 англійських квадратних миль), із загальним населенням 350 000—450 000 жителів. Ці цифри, однак, узяті з позовів про компенсацію, поданих після потрясінь Французької революції, і є точнішими для опису географічного масштабу, ніж загального членства в ордені. Існувало принаймні 400 сімей, які володіли землею, і багато інших осіб лицарського рангу, які не мали землі, так звані Персоналістен. З урахуванням останніх загальна кількість лицарських сімей досягає, можливо, 500. Розбіжності в цифрах викликані неповним списком членів кантону Нижній Рейн, а також відсутністю Personalisten у позовах про компенсацію.
З самого початку членство в корпорації Імперських лицарів контролювало доступ до своїх кіл і кантонів. У ордені було можливе два види членства: особисте та земельне. Земляні члени були сім'ями, зарахованими до кола та кантону, які володіли безпосереднім леном і, таким чином, підпорядковувалися безпосередньо імператору. Особисті члени (Personalisten) були неземельними членами — регулярно прийнятими — які ще не придбали маєтків під юрисдикцією лицарів. У результаті Personalisten не було включено до претензій щодо компенсації. Таким чином, число сімей землеволодіння було, ймовірно, ближче до 400, а Personalisten додав ще 100, в результаті чого загальна кількість лицарських родин становила близько 500 на момент розпуску корпорації.

## Неповний список лицарських родин

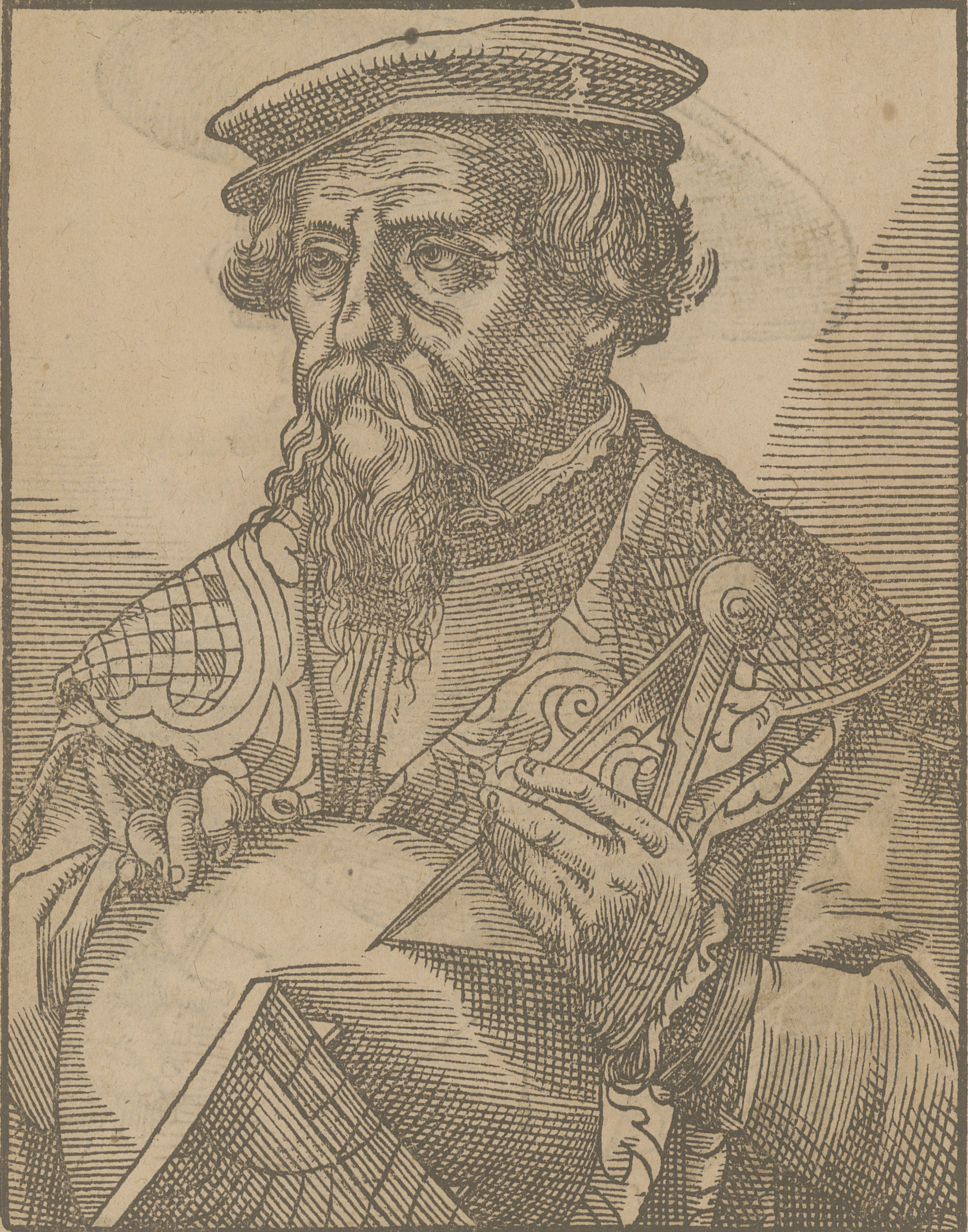
Петро Апіан, якого зробили імператорським лицарем, був відомий своїм внеском у математику, астрономію та картографію.

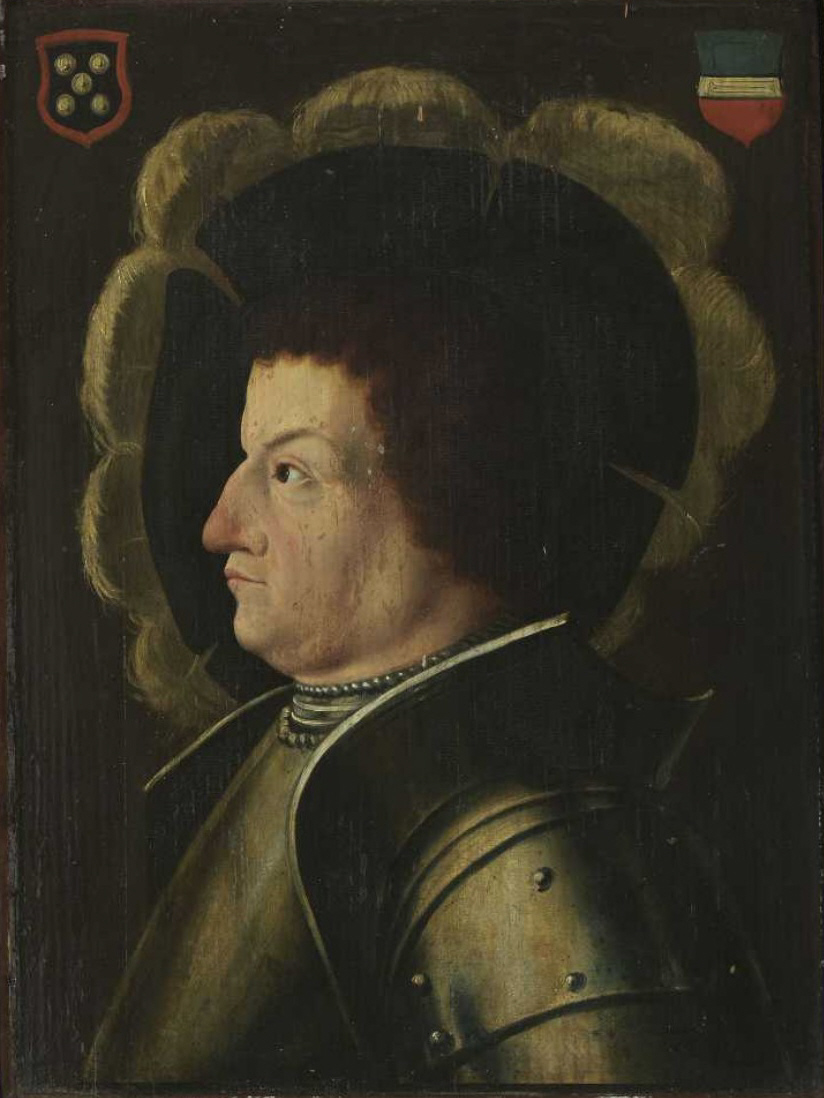
Франц фон Зікінген

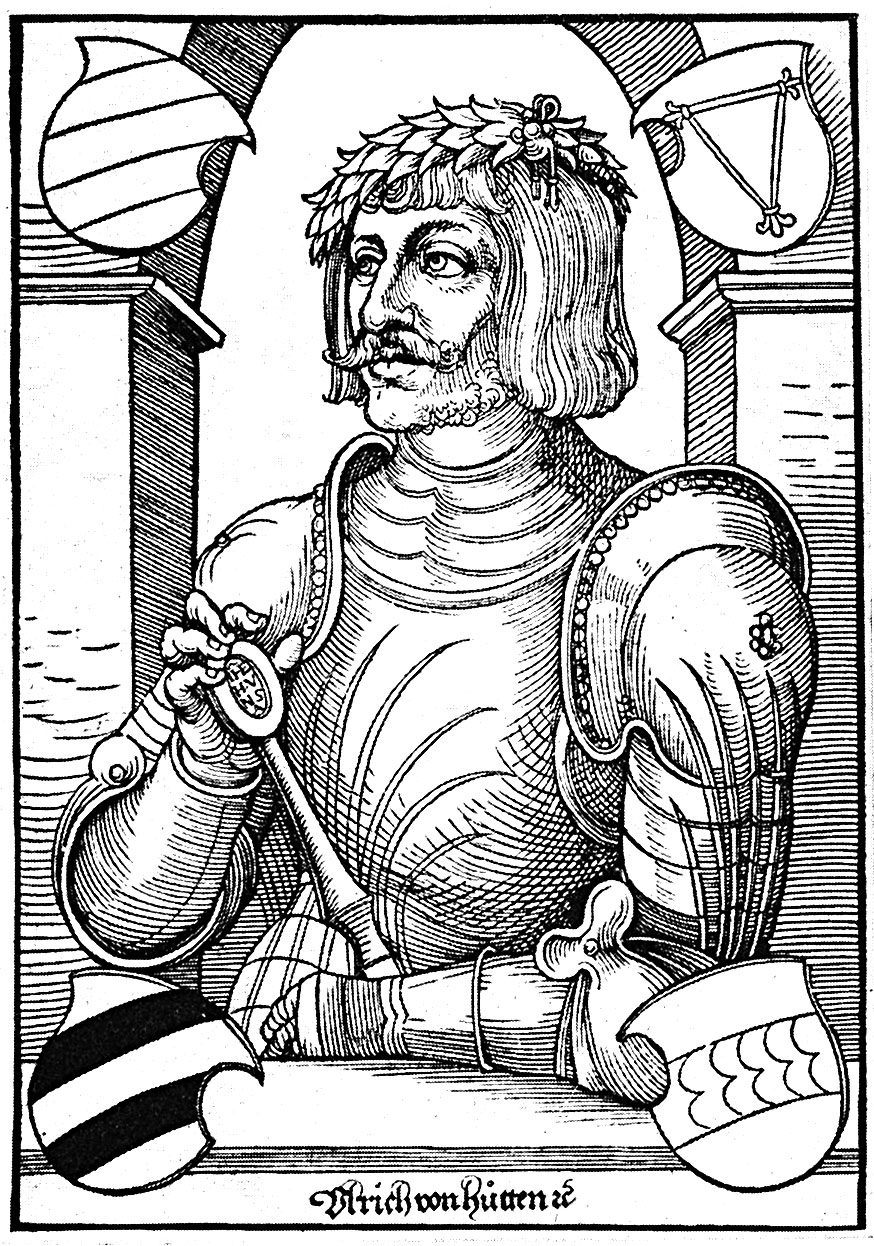
Протестант Ульріх фон Гуттен

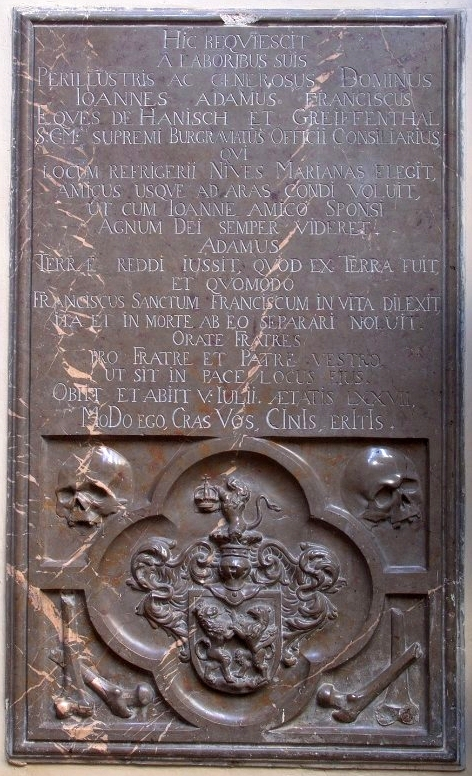
Йоганнес Ганіш фон Грайфенталь

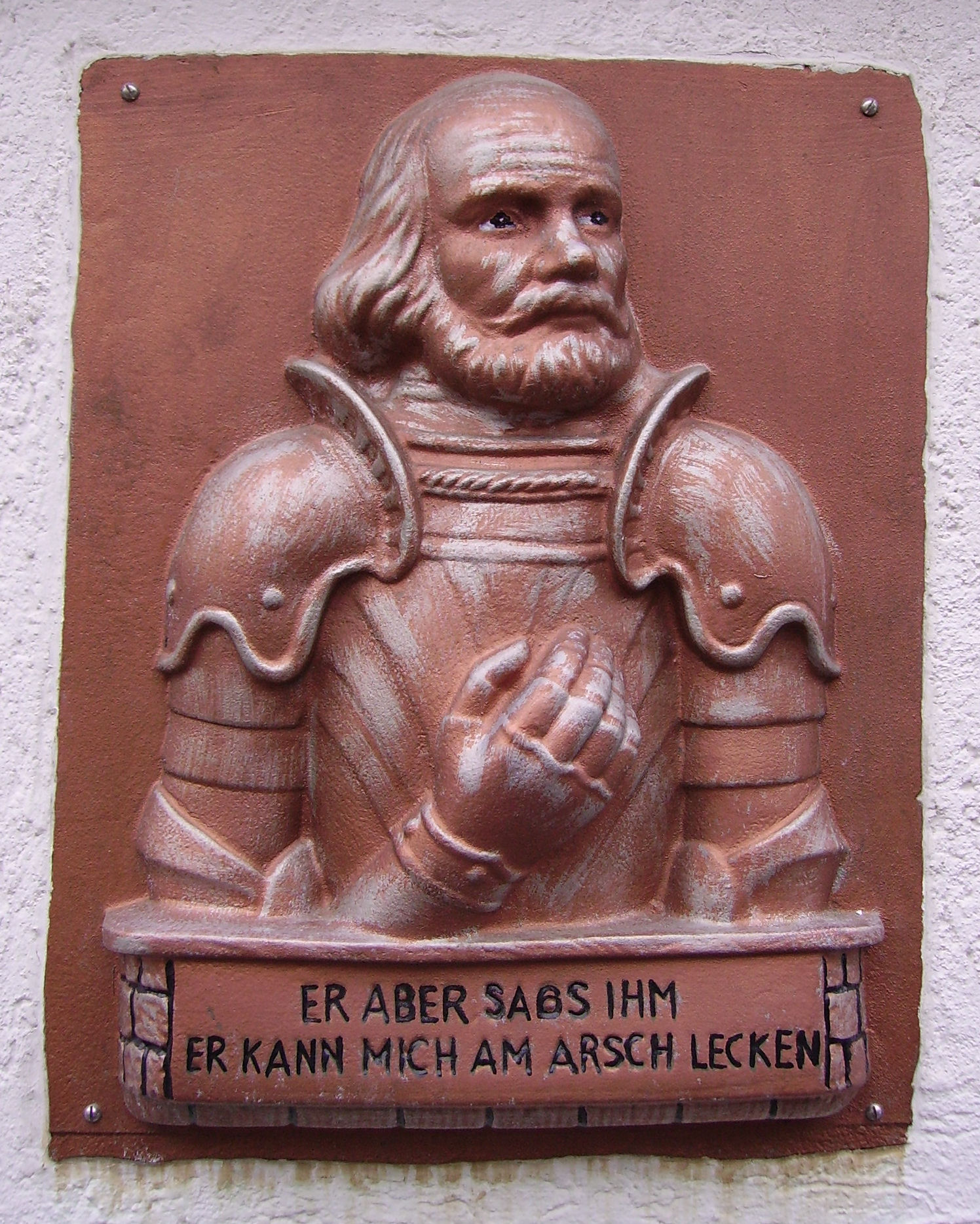
Гьотц фон Берліхінген

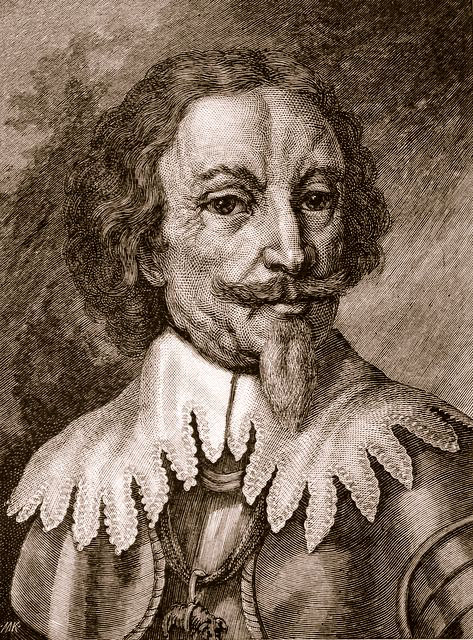
Готфрід Генріх Граф цу Паппенгейм

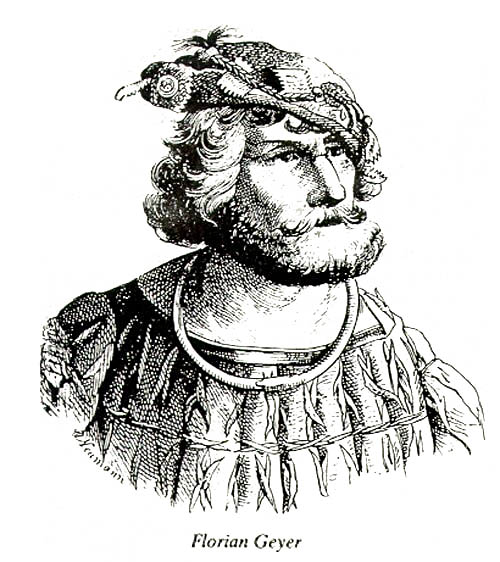
Флоріан Гейер

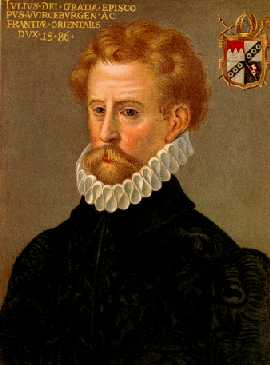
Князь-єпископ Вюрцбурга Юліус Ехтер фон Меспельбрунн і лідер Контрреформації, картина 1586 р.

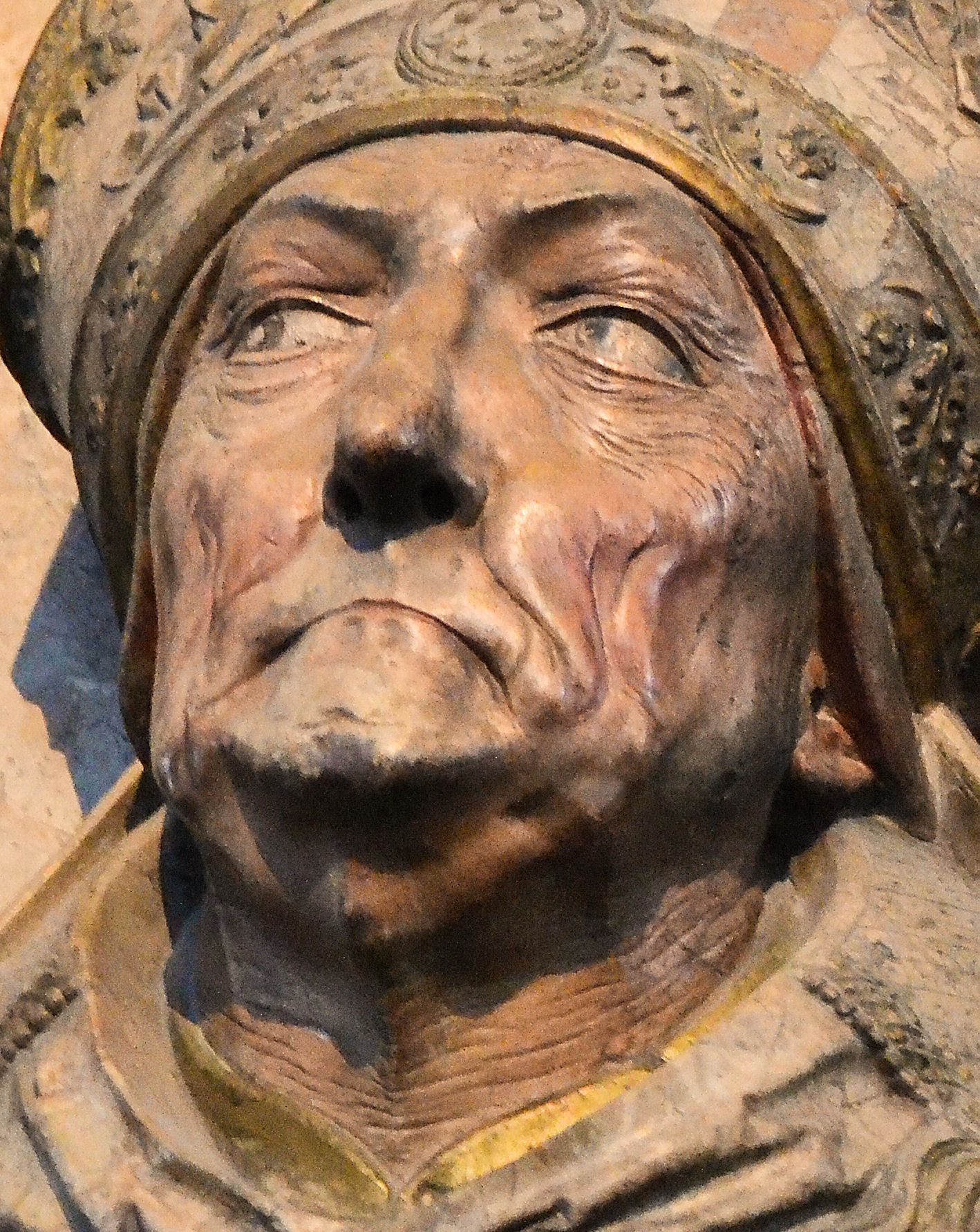
Фрагмент гробниці князя-єпископа Вюрцбурга Рудольфа фон Шеренберга роботи Тільмана Ріменшнайдера у Вюрцбурзькому соборі (1496—1499).

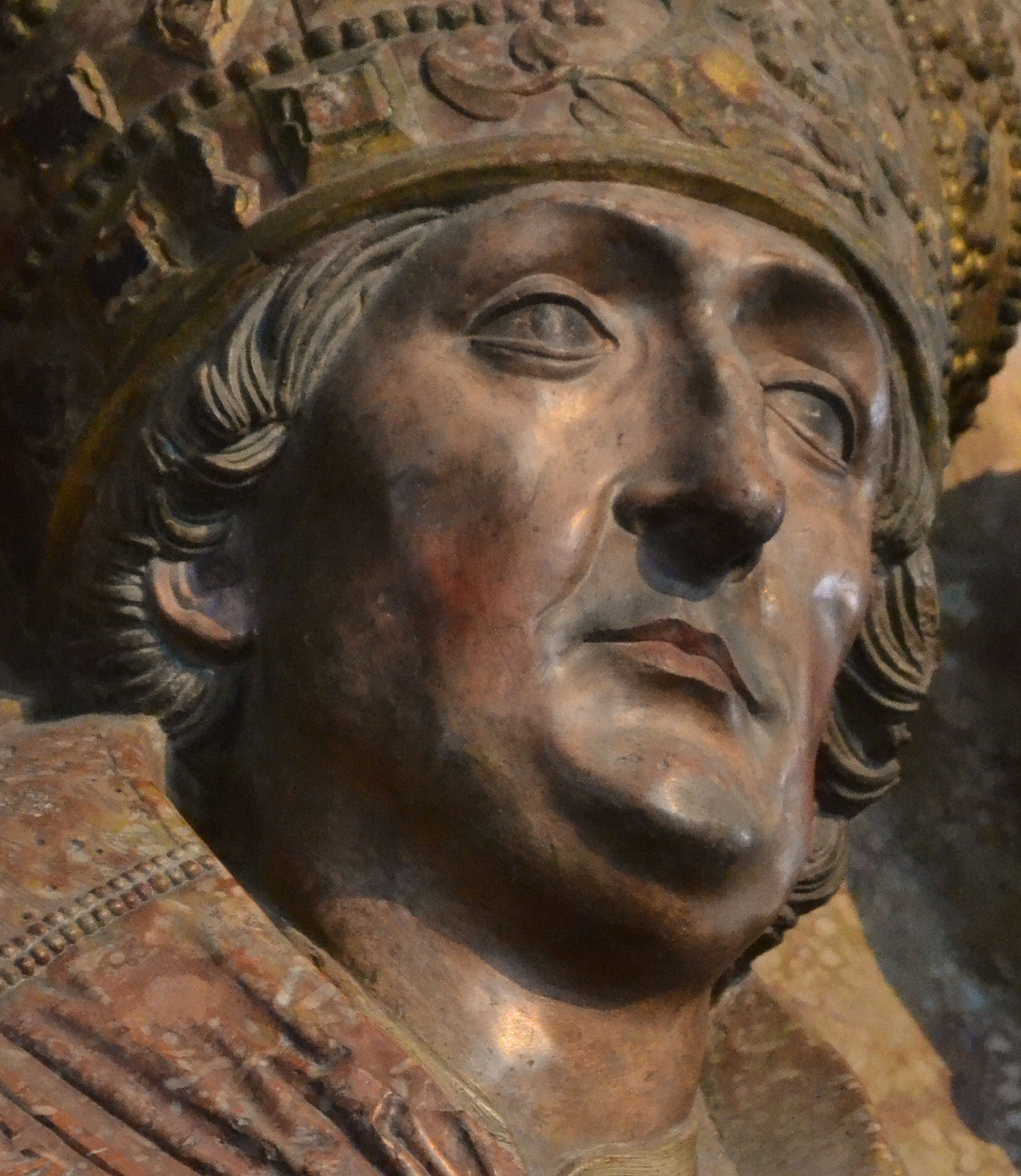
Фрагмент гробниці князя-єпископа Вюрцбурга Лоренца фон Бібри роботи Тільмана Ріменшнайдера у Вюрцбурзькому соборі.

### А
- Адельманн (Кохер)
- Адельсхайм (Оденвальд)
- Айхінгер (Гебюрг)
- Альтенштайн (Баунах)
- Апіан
- Арнім (Гебюрг)
- Ассенбург (Середній Рейн)
- Аттемс (Неккар-Шварцвальд)
- Ауфсес (Гебюрг)

### В
- Бартенштайн (Кохер)
- Баумгартен (Швеція)
- Бассенхайм (Середній Рейн)
- Бастгайм (Рен-Верра)
- Бауц (Оденвальд)
- Бехтольсхайм (Штайгервальд, Середній Рейн, Верхній Рейн)
- Бекерс (Верхній Рейн)
- Беллерсхайм (Середній Рейн)
- Бемельберг (Дунай)
- Бензель (Неккар-Шварцвальд)
- Беркгайм (округ Ортанау)
- Берга (Альтмюль)
- Берліхінген (Оденвальд, Кохер)
- Берн (Кохер)
- Бернхаузен
- Берольдінген
- Берштетт
- Беттендорф
- Бібра (Рен-Верра, Штайгервальд, Баунах, Альтмюль, Гебюрг)
- Біссінген (Неккар-Шварцвальд)
- Бобенхаузен (Рен-Верра)
- Бок (Верхній Рейн, округ Ортанау, Кохер)
- Боклін (округ Ортанау)
- Бодек (округ Ортанау)
- Бодманн (округ Гегау)
- Бойненбург (округ Рен-Верра)
- Бокдорф (округ Браунау)
- Боос-Вальдек (Середній Рейн, Верхній Рейн) (Середній Рейн, Верхній Рейн)
- Бонно
- Боріє (Рен-Верра)
- Бьорстлінг
- Ботцгайм (Верхній Рейн, округ Ортанау)
- Бойнебург-Бьомельберг (графство Гемен; медіатизовано 1803 року)
- Брамбілла (Відень)
- Бранденштайн (округ Ортенау)
- Бранді (Гебірг)
- Брайденбах-Брайденштайн (Середній Рейн)
- Брайденбах-Бюрресгайм (Середній Рейн, Верхній Рейн)
- Брокдорф (Гебюрг)
- Бубенхофен (Неккар-Шварцвальд, Кохер)
- Бухенау (Рен-Верра)
- Булах (округ Ортанау)
- Буршайд (Верхній Рейн)
- Бусек (Середній Рейн)
- Буттлар (Середній Рейн)
- Бувінгхаузен (Кохер)

### C
- Кастель (Штайгервальд)
- Шалон ген. Гелен (Середній Рейн)
- Куденхове (Середній Рейн)
- Крайльсхайм (Оденвальд, Штайгервальд, Альтмюль)
- Кроненберг (Середній Рейн)

### D
- Дальберг (Баунах, Середній Рейн, Верхній Рейн)
- Дегенфельд (Рен-Верра, Оденвальд, Середній Рейн, Верхній Рейн, Кохер, Крайхгау)
- Дойрінг (округ Хегау)
- Діде (Середній Рейн)
- Дімар (Рен-Верра)
- Дієнхайм (Верхній Рейн)
- Драхсдорф (Рен-Верра)
- Дюнґерн (округ Ортанау)
- Дюркгайм (Альтмюль, округ Ортанау)

### E
- Еберсберг (Рен-Верра)
- Едельсхайм (Середній Рейн)
- Егх (Неккар-Шварцвальд)
- Еглоффштайн (Гебірг, Штайгервальд, Альтмюль)
- Айхлер (Альтмюль)
- Ельріхсгаузен (Оденвальд)
- Ельц (Середній Рейн, Верхній Рейн)
- Енцберг (округ Гегау)
- Ерталь (Рен-Верра, Баунах, Середній Рейн, Верхній Рейн, Кохер, округ Ортанау)
- Есбек (Верхній Рейн)
- Еш (Середній Рейн)
- Ейб (Оденвальд, Альтмюль, Дунай)
- Ейбен (Середній Рейн)
- Ейс (Середній Рейн)

### F
- Фахенберг (Рен-Верра)
- Фалькенгаузен (Альтмюль)
- Фехенбах (Оденвальд)
- Файгйор (Верхній Рейн)
- Форстер (Оденвальд, Альтмюль)
- Форстмайстер (Середній Рейн)
- Форстнер (Неккар-Шварцвальд)
- Фрайс (Верхній Рейн)
- Франкенштейн (будинок) (Штайгервальд, Середній Рейн, Верхній Рейн, округ Ортанау)
- Френ(т)ц (Райц фон) (Середній Рейн)
- Фрайберг (Дунай, округ Гегау, Неккар-Шварцвальд, Кохер)
- Фріс (Альтмюль)
- Фокс (Баунах)
- Фукс фон Бімбах (Штайгервальд)
- Фуггер (Дунай, Кохер)
- Фюрстенберг (Середній Рейн, Верхній Рейн)

### G
- Гагерн (Верхній Рейн)
- Гайль (округ Ортанау)
- Гайлінг (округ Ортанау)
- Гайсберг (Неккар-Шварцвальд, Кохер)
- Гебсаттель (Рен-Верра)
- Гедульт-Юнгенфельд (Верхній Рейн)
- Гайсмар (Верхній Рейн)
- Гайспіцхайм (Верхній Рейн)
- Геммінген (Оденвальд, Верхній Рейн, Неккар-Шварцвальд, Кохер, Крайхгау)
- Герсторф (Середній Рейн)
- Гойдер (Гебюрг, Альтмюль)
- Гейєр (Оденвальд)
- Гейсо (Рен-Верра)
- Гіх (Гебірг)
- Глейхен (Рен-Верра)
- Гелер (Крайхгау)
- Геллніц (Неккар-Шварцвальд, Кохер)
- Гьорц (Рен-Верра, Середній Рейн)
- Грайфенклау (Оденвальд, Баунах, Середній Рейн, Верхній Рейн, Кохер)
- Гросклаг (Оденвальд)
- Гросс (Гебірг, Баунах)
- Групе
- Гуденус (Верхній Рейн)
- Гюльтінген (Неккар-Шварцвальд, Кохер)
- Гюнероде (Середній Рейн)
- Гуттенберг (Рен-Верра, Гебірг, Баунах, Середній Рейн)

### H
- Габерманн (Рен-Верра)
- Гoe (Верхній Рейн)
- Гаген (Верхній Рейн)
- Гагн (Середній Рейн; медіатизована 1803)
- Гансберг (Середній Рейн: графство Брюк; медіатизована 1803 р.)
- Галльберг (Верхній Рейн)
- Галлер (Альтмюль)
- Ганіш (від Грайфенталь)
- Гарлінг (Верхній Рейн, Неккар-Шварцвальд, Кохер)
- Гацфельд (Оденвальд, Середній Рейн: сеньйорія Вільденберг; медіатизовано 1803 року)
- Гаксгаузен (Оденвальд, Верхній Рейн)
- Геддерсдорф (Середній Рейн, Верхній Рейн)
- Гес (Верхній Рейн)
- Гельмштатт (Крайхгау)
- Гесс (Кохер)
- Гессберг (Гебірг)
- Геттерсдорф (Оденвальд, Баунах)
- Гойзлін проти Ейзенхайма (Рен-Верра, Гебірг)
- Гофен (Кохер)
- Гогенек (Середній Рейн, Верхній Рейн)
- Гогенфельд (Середній Рейн)
- Гольц (Оденвальд, Кохер)
- Гольцшухер (Штайгервальд)
- Горбен (округ Альгау-Бодензее)
- Горнек (Гебірг, Баунах, Верхній Рейн)
- Горнштайн (Дунай, округ Гегау)
- Гойєн (Середній Рейн)
- Гундбісс (округ Альгау-Бодензее)
- Гуттен (Рен-Верра, Середній Рейн)

### І
- Іхтрацхайм (округ Ортанау)
- Еффлінгер (Неккар-Шварцвальд)
- Імхоф (Баунах, Верхній Рейн)
- Інгельхайм (Оденвальд, Середній Рейн, Верхній Рейн)

### J
- Джет (Верхній Рейн)
- Якоб (Верхній Рейн)

### К
- Каґенек (Дунай)
- Кальбсрід (Рен-Верра)
- Камауфф
- Карг (Гебірг, Баунах)
- Келлер (Неккар-Шварцвальд)
- Келлербах (Верхній Рейн)
- Керпен (Верхній Рейн)
- Кессельштатт (Середній Рейн)
- Кінінген (Верхній Рейн)
- Кнебель (Середній Рейн, округ Ортенау)
- Кніштедт (Неккар-Шварцвальд, Кохер)
- Кнерінген (Альтмюль)
- Кьот (Верхній Рейн)
- Кофлер (Верхній Рейн)
- Коловрат (Дунай)
- Коніц (Баунах)
- Кресс (Альтмюль)
- Крон
- Кюнсберг (Гебірг, Баунах, Штайгервальд)

### L
- Ланг (Кохер)
- Лангверт (Середній Рейн, Верхній Рейн)
- Лассер (Дунай)
- Лербах (Оденвальд, Верхній Рейн)
- Лентнерсхайм (Альтмюль)
- Леонродт (Неккар-Шварцвальд)
- Леонродт (Неккар-Шварцвальд) (дві окремі родини з однаковою назвою).
- Leuchselring (Аугсбург)
- Лейтрум (Неккар-Шварцвальд)
- Leyden (Kocher)
- Лейдер (Дунай)
- Лейен (Середній Рейн, Верхній Рейн)
- Ібенфельс (округ Гегау)
- Ібенштайн (Дунай, Кохер)
- Ліхтенштерн (Баунах)
- Лохнер (Рен-Верра, Гебірг)
- Лое (Середній Рейн)
- Льов (Середній Рейн)
- Льовенштайн (Оденвальд)

### М
- Майерсхофен
- Малаперт-Нойфвіль
- Мансбах*
- Маріот
- Маршал фон Остгайм
- Массенбах
- Майєргофен
- Меттерніх (Середній Рейн, Верхній Рейн: графство Оксенхаузен; медіатизовано 1803 року)
- Мігацці
- Мольсберг
- Моцціан
- Мюллер
- Мюнхен
- Мюнхен

### N
- Нейпперг
- Нессельроде
- Нойенштайн
- Неве
- Нордек до Рабенау
- Нойфорг

### О
- Оберкірх
- Оберндорф
- Oelhaften
- Етінгер
- Ольнхаузен
- Оштайн (Середній Рейн: графство Буксгайм; медіатизовано 1803 року)
- Остерберг
- Ов

### Р
- Пальм
- Паппенгейм
- Паппіус
- Паумгартен
- Перген
- Пфеттен
- Пліттерсдорф
- Пельніц
- Преттлак
- Прейшен (Середній Рейн)
- Прейсінг
- Прьор
- Пруглах

### Q
- Квадт (Верхній Рейн: графство Існи; медіатизовано 1803 р.)

### R
- Райц фон Френц (Середній Рейн)
- Ракніц
- Раслер
- Ратсамхаузен
- Ратценрід
- Рау
- Рехберг
- Редвіц
- Релінг
- Райбельд
- Райхлін
- Райгерсберг
- Райшах
- Райтценштайн
- Ройтнер
- Род
- Ріаукур
- Рідзель (Рен-Верра: графства Лаутербах, Штокгаузен, Моос і Фрайєнштайн; медіатизовано 1803 року)
- Рідгайм
- Ріц
- Ріттер
- Редер
- Розенбах
- Ротенган
- Рот-Шрекенштайн
- Рюдт
- Румерскірх

### С
- Сент-Андре
- Сен-Вінсент
- Саліс-Гальденштайн (Граубюнден)
- Шалль
- Шонберг
- Шаумберг
- Шельдт
- Шенк
- Шенк фон Швайнсберг
- Шеренберг
- Шергенштайн
- Шертель
- Шилінг
- Шлер
- Шлюс
- Шмідбург
- Шмітц
- Шенборн (Гебірг: графство Візенгайд; медіація 1803 року)
- Шроттенберг
- Шютц
- Шварценберг
- Зекендорф
- Зефрід
- Зайнсхайм
- Зенффт
- Серпес
- Сікінген
- Сілес
- Содден
- Солерн
- Спарр
- Спаур
- Спечт
- Шпехардт
- Шпет
- Стадіон (Штайгервальд, Дунай: графство Вартгаузен; медіатизовано 1803 р.)
- Штауффенберг (Гебюрг, Рен-Верра та Штайгервальд)
- Стоун
- Штайнхорст
- Штеттен
- Штольцінген
- Штубенберг (всі три кола)
- Штурмфедер
- Сіберг

### Т
- Тетессен
- Таргін, Таргіно, Таргіні (Ельзас, Ломбардія)
- Than
- Танхаузен
- Трумбах
- Thumb
- Тунген
- Турн
- Тьоррінг-Зефельд (Дунай: графство Гуттенцель)
- Трухсес-фон-Ветцхаузен (Баунах: володіння князів і графів Трухсес-Вальдбург; медіатизовано 1803 року)
- Тухер
- Тюркгайм

### U, V
- Юкскюль
- Уйбербрук
- Ульмер
- Ульм
- Умгельтер
- Варнбюлер
- Веннінген
- Вірегг
- Віттінггоф
- Фогт-Гунольштайн
- Войт
- Войт Рієнка
- Войт Зальцбурзький
- Від Бетцена
- фон Вац
- Ворстер

### W
- Вальденбург-Шенкерн
- Вальденфельс
- Вальдердорф
- Вальдкірх
- Вальднер
- Вальбрунн
- Вальмоден-Гімборн (Середній Рейн: графство Гімборн-Нойштадт; медіатизовано 1803 року)
- Вамболт
- Варшасберг (Нижній Рейн)
- Ваймар
- Вайлер
- Вайтерсхайм
- Вельден
- Веллінг
- Вельшберг
- Вельсер
- Вендт (Середній Рейн: графство Гарденберг; медіатизовано 1803 р.)
- Венц
- Вестернах
- Вестфалія
- Ветцель
- Візентау
- Вільдберг
- Вільдунген
- Вінклер
- Вінклер фон Моренфельс
- Вольфскель
- Вельварт
- Вольцоген
- Вреде
- Вурмсер
- Вюрцбург (Гебюрг)

### Z
- Зех
- Зобель
- Зельнер
- Цорн
- Цилленгардт